# ОШ „Јеврем Станковић” Чечава
ОШ „Јеврем Станковић” једна је од основних школа у општини Теслић. Налази се у улици Чечава 775, у Чечаву. Име је добила по Јеврему Станковићу, оснивачу школе и првом учитељу.

## Историјат

### 1864—1884.
Према записима и предању први почеци описмењавања датирају из 1864. године када су путујући учитељи почели организовано да врше прва описмењавања становништва које је почело на подручју Горње Чечаве под храстом и у културно–просветном погледу Чечава је била најнапредније село у Врбаској бановини.
Највише заслуга за напредак села се приписује свештеничкој породици попа Стојана Станковића, који је рукоположен за свештеника села Чечаве 1820. године. Представља прву личност која је покретала духовни живот својих парохијана, окупљала угледне домаћине и 1865. године саградила прву српску православну цркву у овим крајевима. У то време је Чечава имала 144 кућа и 1200 становника који су чинили Херцеговци и досељеници из суседних планинских крајева са југа и запада.

### 1884—1913.
Након смрти попа Стојана 1884. године, наследио га је син Стеван Станковић који наставља рад на културно–духовном напретку Чечаве, а њега је наследио син Јеврем Станковић који је рукоположен 1890. године од митрополита Ђорђа Николајевића у Сарајеву. Године 1882. је отворио у Чечави прву српску конфесионалну основну школу у којој је био први учитељ. У почетку су наставу похађала само мушка деца имућнијих родитеља, а касније почињу наставу похађати и женска деца, као и сви који су били заинтересовани за писменост. Просветни рад, учење читању, писању, црквеном појању и историји је обављао у старој црквеној згради све док није сагради нову школску зграду 1903. године у којој је била смештена библиотека и читаоница, изграђена је од непечене цигле, а имала је и стан за учитеља.
Јеврем Станковић је основао певачко друштво и дилетантску дружину „Соко” као пододбор „Просвете” који су приређивали приредбе. Основао је библиотеку и читаоницу, био је члан Матице српске и редовно је примао нова издања ове издавачке куће. Имао је и личну библиотеку са уредном евиденцијом књига. Његов опсежан рад на културно–просветном плану је био запажен од стране аустријских власти, почетком Првог светског рата 1914. године су га интернирали као таоца и до 1916. године је био у затвору у Араду где је тешко оболео. Тако болестан и исцрпљен се вратио кући у Чечаву где је 11. маја 1916. преминуо. Сахрањен је у црквеној порти, а народ му је подигао надгробни споменик.

### 1913—данас
Од 1913. године до почетка Другог светског рата дужност учитеља врши прва школована учитељица из Чечаве, Зорка Јотановић, ћерка попа Јеврема Станковића која је радила на општенародном просвећивању. Трећа и највећа школа у Чечави је изграђена 1930. године и била је једна од најстаријих и боље грађених објеката, друга у Босни и Херцеговини. До 19. новембра 1992. године школа је носила име Зорка Јотановић, а од тада Јеврем Станковић. Исте године је срушена да би се на истом месту саградио нови школски објекат у ком је настава почела 27. новембра 2006. године, а због малог броја ученика је затворена септембра 2009.
Уписно подручје основне школе „Јеврем Станковић” су и месне заједнице Чечава, Укриница, Растуша и Горња Радња.

## Пројекти
Досадашњи пројекти реализовани у школи су:
- „Ја грађанин” 2017. године[3]
- Кампања „16 дана активизма борбе против насиља над женама” 2017. године[4]
- „Дани отворених врата” 2019. године[5]

## Догађаји
Догађаји основне школе „Јеврем Станковић”:
- Светосавска академија[7]
- Никољдан[8]
- Дан школе[9]
- Дечија недеља[10]
- Европски дан језика[11]
- Светски дан детета[12]
- Светски дан животиња[13]
- Светски дан борбе против сиде[14]
- Светски дан вода[15]
- Међународни дан жена[16]
- Сајам занимања[17]